# Chỉ số ZTR

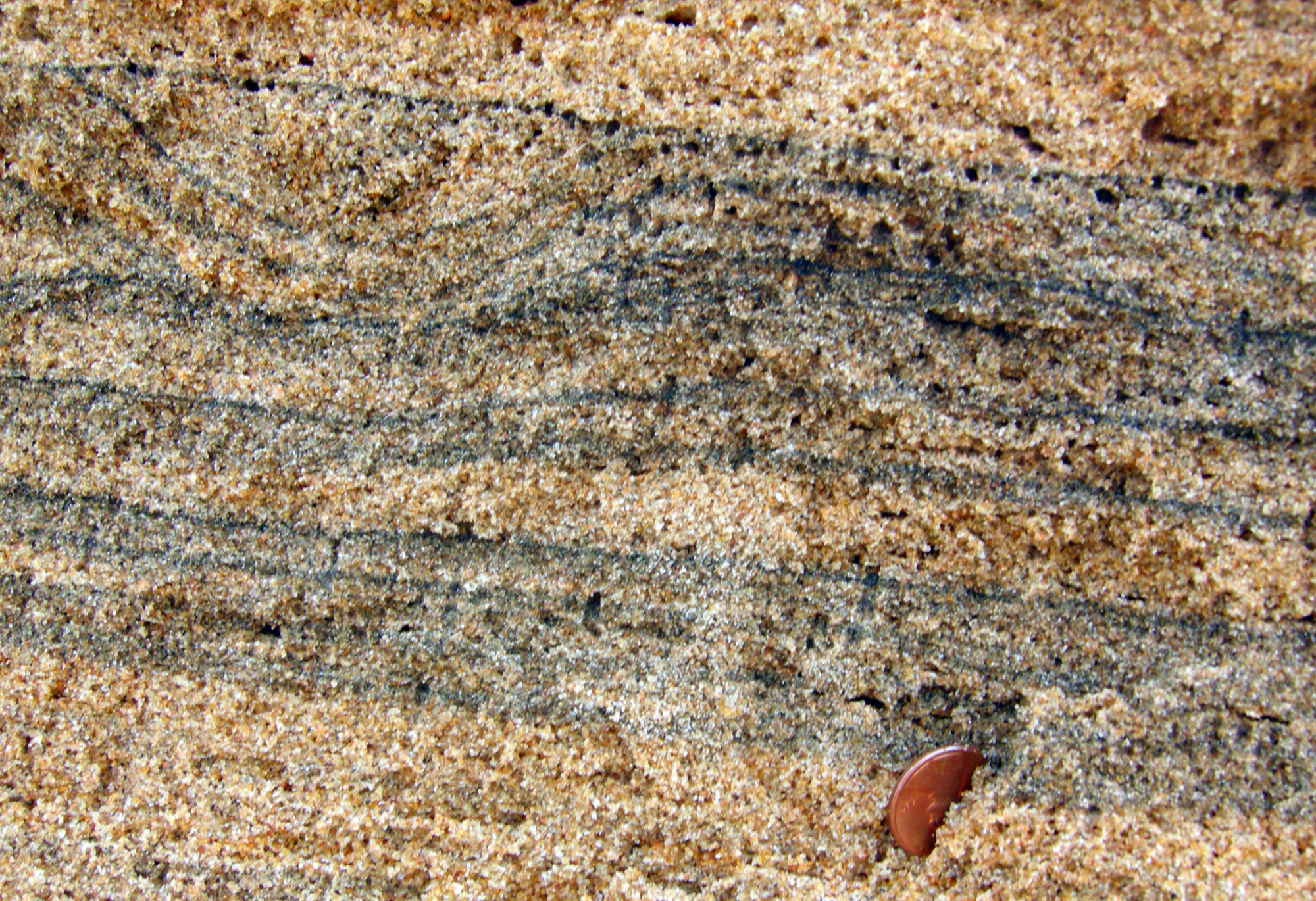
Khoáng sản nặng tập trung trên bãi cát gần Chennai, Ấn Độ

Chỉ số ZTR là một phương pháp xác định mức độ phong hóa, cả về mặt hóa học và cơ học của trầm tích (hoặc đá trầm tích tương ứng). Các chữ cái trong ZTR là viết tắt của 3 loại khoáng chất phổ biến được tìm thấy trong trầm tích siêu phong hóa: zircon, tourmalin và rutil. Chỉ số ZTR thường cao tại bãi biển hoăc tại môi trường trầm tích vùng duyên hải do khoảng cách vận chuyển dài từ nguồn và năng lượng cao của môi trường. Những khoáng chất này được tìm thấy rất nhiều do trọng lượng riêng lớn và khả năng chống chịu thời tiết.